# Lia Wälti
Lia Joelle Wälti (* 19. April 1993 in Langnau im Emmental, Kanton Bern) ist eine Schweizer Fussballspielerin, die seit der Saison 2018/19 beim englischen Verein Arsenal Women FC unter Vertrag steht. Seit 2011 spielt sie für die Schweiz.

## Karriere

### Vereine
Wälti begann ihre Laufbahn im Alter von acht Jahren beim FC Langnau, wo sie in einer Jungenmannschaft spielte, die von ihrem Vater trainiert wurde. 2007 wurde sie in das Ausbildungszentrum Huttwil aufgenommen und wechselte ein halbes Jahr später zum Team Bern West. In dieser Zeit spielte sie in den Nachwuchs-Förderteams des FC Köniz.  Als Mitglied eines U15-Teams spielte sie zusammen mit Leonardo Bertone, Michael Frey, David von Ballmoos und Gregory Wüthrich. Im Jahre 2009 wechselte sie zu den Young Boys Bern, wo sie zunächst ein Jahr in der männlichen U-16-Mannschaft spielte, ehe sie ein Jahr später in die erste Frauenmannschaft wechselte. Mit YB gewann sie im Jahre 2011 die Schweizer Meisterschaft und stieg zur Mannschaftskapitänin auf.
Im Sommer 2013 wechselte Wälti zum Bundesligisten 1. FFC Turbine Potsdam, bei dem sie einen Zweijahresvertrag erhielt. In der Bundesliga debütierte sie am 8. September 2013 (1. Spieltag) beim 1:1 gegen den FF USV Jena und erzielte knapp ein Jahr später, am 31. August 2014 (1. Spieltag), beim 4:0-Sieg im Heimspiel gegen den Bundesligaaufsteiger Herforder SV mit dem Treffer zum zwischenzeitlichen 2:0 in der 34. Minute ihr erstes Bundesligator. In der Saison 2016/2017 errang sie mit dem 1. FFC Turbine Potsdam den Titel eines "inoffiziellen Herbstmeisters".
Am 1. Juli 2018 wechselte sie zum Arsenal Women FC, wo sie in zwölf Spielen mit dazu beitrug, dass Arsenal die Saison als Meister abschliessen konnte. In der aufgrund der COVID-19-Pandemie vorzeitig beendeten Saison kam sie zu zehn Einsätzen in der Liga. In der UEFA Women’s Champions League 2019/20 wurde sie in einem Sechzehntel- und zwei Achtelfinalspielen vor der Corona-Pause und im Viertelfinale nach der Pause eingesetzt. Das Viertelfinale gegen Paris Saint-Germain wurde dann aber mit 1:2 verloren.

### Nationalmannschaft
Mit der Schweizer U19-Nationalmannschaft nahm sie an der Europameisterschaft 2009 teil und erreichte mit ihrer Mannschaft das Halbfinale. Ein Jahr später nahm sie mit der U20-Auswahl an der Weltmeisterschaft teil. Dort schieden die Schweizerinnen bereits in der Vorrunde aus. 2011 erreichte sie mit der Schweiz erneut das Halbfinale bei der U19-Europameisterschaft und gehörte im Folgejahr zum Schweizer Team, das bei der U20-Weltmeisterschaft in Japan in der Vorrunde ausschied.

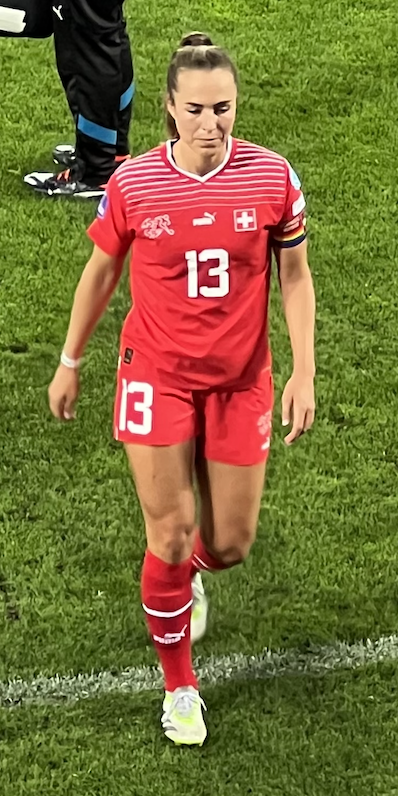
Lia Wälti für die Schweiz (2023)

Am 21. August 2011 debütierte Wälti in der A-Nationalmannschaft, in der sie in Falkirk beim 5:0-Sieg im Test-Länderspiel gegen die Auswahl Schottlands 90 Minuten spielte. In der Qualifikation für die EM 2013 hatte sie sieben Einsätze. Mit je fünf Siegen und Niederlagen verpassten die Schweizerinnen als Gruppenvierte aber die EM-Endrunde. Besser lief es in der Qualifikation für die WM 2015, die die Schweizerinnen mit neun Siegen und einem Remis als Gruppenerste abschlossen und sich damit erstmals für ein grosses Turnier qualifizieren konnten. Wälti wurde nur im letzten Spiel gegen Malta nicht eingesetzt, aber da stand die Qualifikation schon fest. In Kanada wurde sie in allen vier Spielen eingesetzt und verpasste dabei keine Minute. Durch eine 0:1-Niederlage gegen Kanada schieden sie im Achtelfinale aus. Die WM diente auch als Qualifikation der europäischen Mannschaften für die Olympischen Spiele 2016. Da sich nur Deutschland und Frankreich direkt qualifizieren konnten und England als beste europäische Mannschaft nicht startberechtigt war, musste der dritte europäische Mannschaft zwischen den vier im Achtelfinale ausgeschiedenen Mannschaften Niederlande, Norwegen, Schweden und Schweiz ermittelt werden. Dies geschah bei einem Turnier in den Niederlanden im März 2016. Wälti kam in den drei Spielen zum Einsatz, mit nur einem Sieg bei zwei Niederlagen konnten sie sich aber nicht qualifizieren.
Die Qualifikation für die EM 2017 wurde dagegen erfolgreich abgeschlossen, so dass sie nun auch erstmals an einer EM-Endrunde teilnehmen durften. Lia wurde nur in den beiden letzten Qualifikationsspielen nicht eingesetzt, als die Teilnahme bei der Endrunde schon feststand. Bei der Endrunde wurde sie in den drei Gruppenspielen gegen Österreich (0:1), Island (2:1) und Frankreich (1:1) eingesetzt, die aber nur zum dritten Platz reichten.
In der Qualifikation zur WM 2019 wurde sie in elf der zwölf Spiele der Schweizerinnen eingesetzt. Die zweite WM-Teilnahme verpassten sie letztlich durch zwei Niederlagen in den Playoffs der Gruppenzweiten gegen Europameister Niederlande. Die direkte Qualifikation hatten sie zuvor durch ein torloses Remis im letzten Gruppenspiel gegen Polen verpasst, bei dem sie aufgrund der Sperre nach der dritten Gelben Karte, die sie bei der 1:2-Niederlage gegen den späteren Gruppensieger Schottland erhalten hatte, nicht eingesetzt werden konnte.
Wälti nahm an der Fußball-Europameisterschaft der Frauen 2022 teil und stand in allen drei Gruppenspielen als Captain in der Startformation der Schweizerinnen. Die Schweiz schied nach der Vorrunde aus. Sie nahm auch an der Weltmeisterschaft 2023 teil und stand in allen vier Spielen in der Startformation. Aufgrund einer Verletzung, die sie sich vor der Endrunde zugezogen hatte, war ihr Einsatz lange ungewiss. Sie bestritt keine der Vorbereitungspartien, konnte dann an der Endrunde aber alle Spiele bestreiten. Sie führt das Schweizer Team als Kapitänin an. Die Schweiz schied im Achtelfinal aus.
Auch für die Europameisterschaft 2025 wurde sie ins Aufgebot berufen. Aufgrund von Kniebeschwerden war ihr Einsatz lange ungewiss, sie stand dann jedoch in allen vier Spielen der Schweizerinnen in der Startformation und spielte als Kapitänin des Teams durch. Die Schweiz erreichte den Viertelfinal. Wälti wurde von der Zeitschrift kicker ins «Team der Vorrunde» gewählt.

## Erfolge
- 2011: Schweizer Meisterin
- 2014: DFB-Hallenpokalsiegerin
- 2016: Zypern-Cup Winner
- 2019: FA Women’s Super League Champion
- 2021 und 2023: Credit Suisse Frauen-Nationalspielerin
- FA-League-Cup-Siegerin: 2023
- 2025: UEFA-Women’s-Champions-League-Siegerin mit Arsenal

## Familie
Lia Wälti trägt den Nachnamen ihrer Mutter, die Handball-Nationalspielerin war. Ihr Vater war als Fussballer in der 1. Liga aktiv.

## Kinderbuch
Im Vorfeld der Europameisterschaft 2025 in der Schweiz veröffentlichte Wälti zusammen mit ihrer Schwester Meret das illustrierte Kinderbuch Lia am Ball, in dem sie von ihrem Werdegang als Fussballerin, aber auch von Herausforderungen und Schwierigkeiten erzählt.

## Buchveröffentlichung
- Lia und Meret Wälti: Lia am Ball. Das Fussballmärchen ihres Lebens. Illustriert von Mireille Lauchausse. Kaleio Verlag, Basel 2025, ISBN 978-3-9525835-2-4.